# Anything (singel Edyty Górniak)
Anything – trzeci międzynarodowy singel Edyty Górniak, a drugi promujący jej drugi studyjny album Edyta Górniak. Teledysk do tego utwory jest bliźniaczą wersją teledysku do piosenki One & One. Drugą wersją wideoklipu jest koncertowe wykonanie piosenki przeplatane materiałami archiwalnymi z promocji płyty w Republice Południowej Afryki.

## Lista utworów
CD, Promo, Single PL
1. Anything (Album Version) (4:08)

CD, Single, Promo
1. Anything (Single Version) (3:57)

CD, Single
1. Anything (Album Version) (4:08)
2. That's The Way I Feel About You (3:59)

CD, Maxi
1. Anything (3:57)
2. That's The Way I Feel About You (3:59)
3. Hunting High & Low (3:39)